# Ahimsa, contra la guerra
Ahimsa, contra la guerra és una pel·lícula documental de l'any 2009 que analitza les causes de la guerra per posar en evidència els actors involucrats i remarcar el paper que hi juga la ciutadania. El títol del documental, ahiṁsā, està dedicat a Mohandas Gandhi, una de les fonts d'inspiració més importants entre els qui opten pel pacifisme i la noviolència.

## Argument
Ahimsa, contra la guerra té l'objectiu de contribuir a la construcció d'una cultura de pau, en contraposició a la cultura de guerra, de violència i de militarització present en la nostra societat. Es tracta d'un material educatiu i divulgatiu estructurat al voltant de blocs temàtics on s'insereixen les declaracions de destacats especialistes de cultura de pau a l'Estat espanyol.
El documental alerta de les conductes diàries que permeten sostenir societats basades en una cultura de guerra, i ofereix indicacions del que podem fer per canviar aquesta situació o, si més no, no col·laborar en la seva continuïtat.